# Alliance nationale (Espagne)
Pour les articles homonymes, voir Alliance nationale.
Alliance nationale (en espagnol : Alianza Nacional, abrégé en AN) est un parti politique espagnol d'extrême droite et ouvertement national-socialiste fondé en 2005.